# سرچشمه (چالوس)
سرچشمه، روستایی است از توابع بخش مرکزی شهرستان چالوس در استان مازندران ایران.

## جمعیت
این روستا در دهستان کلارستاق شرقی قرار دارد و براساس سرشماری مرکز آمار ایران در سال ۱۳۸۵، جمعیت آن ۵۹ نفر (۱۷خانوار) بوده‌است. مردم سرچشمه از قومیت طبری هستند. مردم سرچشمه به زبان طبری با گویش چالوسی سخن می‌گویند.